# Пічіттра Тхонґдач
Пічіттра Тхонґдач (нар. 0 грудня 1987) — колишня таїландська тенісистка.
Найвищу одиночну позицію світового рейтингу — 651 місце досягла 25 Sep  2006, парну — 525 місце — 6 Nov 2006 року.
Здобула 2 парні титули туру ITF.

## Фінали ITF

### Парний розряд (2–3)
| Результат | Ранг | Дата            | Турнір                | Покриття | Партнерка    | Суперниці                       | Рахунок       |
| --------- | ---- | --------------- | --------------------- | -------- | ------------ | ------------------------------- | ------------- |
| Перемога  | 1.   | 26 вересня 2004 | Джакарта 3, Індонезія | Тверде   | Латіша Чжань | Ліза Андріяні Тасша Вітаявірой  | 6–3, 6–4      |
| Поразка   | 1.   | 3 жовтня 2004   | Балікпапан, Індонезія | Тверде   | Санді Гумуля | Аю Фані Дамаянті Септі Менде    | 2–6, 2–6      |
| Поразка   | 2.   | 25 березня 2006 | Нью-Делі 2, Індія     | Тверде   | Санді Гумуля | Cho Jeong-a Kim Ji-young        | 6–2, 3–6, 3–6 |
| Поразка   | 3.   | 18 червня 2006  | Нью-Делі 5, Індія     | Тверде   | Іша Лахані   | Рушмі Чакравартхі Мегга Вакарія | 3–6, 4–6      |
| Перемога  | 2.   | 6 серпня 2006   | Бангкок 3, Таїланд    | Тверде   | Lee Jin-a    | Uthumporn Pudtra Yang Zi-Jun    | 6–2, 6–1      |